# معركة دوفنك
معركة دوفنك هي سلسلة من الاشتباكات العسكرية في قرية دوفنك، بالقرب من مدينة إيزيوم، بين القوات المسلحة لأوكرانيا والقوات المسلحة للاتحاد الروسي خلال معركة دونباس في الغزو الروسي لأوكرانيا عام 2022.

## خلفية
تقع دوفنك على حدود خاركيف أوبلاست ودونيتسك أوبلاست. في 24 فبراير 2022، غزت روسيا أوكرانيا، في تصعيد حاد للحرب الروسية الأوكرانية، التي بدأت في عام 2014. تسبب الغزو في أزمة اللاجئين الأسرع نموًا في أوروبا منذ الحرب العالمية الثانية،   بأكثر من 6.5 مليون أوكراني فروا من البلاد  ونزح ثلث السكان.   في 1 أبريل، أكد الجيش الأوكراني أن إيزيوم كانت تحت السيطرة الروسية.   استولت القوات الروسية على روبيجني وبلدة فويفوديفكا المجاورة في 12 مايو 2022. 

## المعركة
في 11 أبريل، شنت القوات الروسية هجومًا على دوفنك ودميتريفكا، والتي تم صدها من قبل القوات الأوكرانية. 
في 15 مايو، أعلن الجيش الأوكراني أن روسيا شنت هجومًا جديدًا للسيطرة على القرية. 
في 6 يونيو، أفادت وكالة الأنباء الأوكرانية أن الجنود الأوكرانيين صدوا 10 هجمات للعدو من قبل دوفنك، وسحبت القوات الروسية جزءًا من وحداتها إلى إيزيوم بسبب الخسائر خلال الهجوم على دوفنك في منطقة خاركيف. 
بحلول 12 يونيو، أفادت أوكرانيا أن الجيش الروسي كان يشن هجومًا من دوفنك باتجاه مازانيفكا ودولينا، مما يشير إلى أن القرية قد استولت عليها القوات الروسية.
اعتبارًا من 25 يونيو، استمر القتال بالقرب من دوفنك، ولكن في نهاية الشهر، انتقلت العمليات الروسية إلى جنوب القرية، حيث حاولت القوات الروسية التقدم من دوفينكه نحو مازانيفكا.